# 穆菲灣
67°42′S 146°19′E / 67.700°S 146.317°E
穆菲灣是南極洲的海灣，位於喬治五世地，處於貝奇角和企鵝角之間，寬13公里，由澳大利亞探險家率領的探險隊發現，現時由南極條約體系管理。